# Zelotes andreinii
Zelotes andreinii är en spindelart som beskrevs av Eduard Reimoser 1937. Zelotes andreinii ingår i släktet Zelotes och familjen plattbuksspindlar. Inga underarter finns listade i Catalogue of Life.